# Anne-Sophie Mutter
Anne-Sophie Mutter (ur. 29 czerwca 1963 w Rheinfelden) – niemiecka skrzypaczka.

## Życiorys
Mając 5 lat Mutter zaczęła grać na fortepianie, wkrótce jednak zmieniła instrument i rozpoczęła naukę gry na skrzypcach pod kierunkiem Erny Honigberger i Aidy Stucki.
Po zdobyciu nagród w kilku konkursach dla młodych skrzypków, na 13 letnią Mutter zwrócił uwagę Herbert von Karajan i zaprosił ją do gry z prowadzoną przez siebie orkiestrą Filharmoników Berlińskich. W 1977 zadebiutowała na festiwalu w Salzburgu z English Chamber Orchestra pod batutą Daniela Barenboima.
W wieku 15 lat Mutter nagrała z orkiestrą Berliner Philharmoniker pod kierownictwem Karajana dwa koncerty skrzypcowe Mozarta (trzeci i piąty). W tym samym roku (1978) wybrana została „Artystką roku”.
Dwa lata później zadebiutowała w Stanach Zjednoczonych grając z orkiestrą filharmoników nowojorskich pod batutą Zubina Mehty. W 1985 została wybrana członkiem honorowym Królewskiej Akademii Muzycznej w Londynie i kierownikiem wydziału skrzypiec. W 1998 nagrała wszystkie sonaty skrzypcowe Beethovena. Koncerty te były transmitowane przez telewizje wielu krajów.
Mutter ma w swoim repertuarze przede wszystkim wiele dzieł muzyki poważnej, jednak szczególnie znane są jej wykonania muzyki współczesnej. Kilku znanych kompozytorów pisało utwory specjalnie dla niej. Pierwszym był Witold Lutosławski, który na zamówienie Paula Sachera skomponował dla niej Łańcuch II (później powstała również Partita; z myślą o niej pisał przerwany przez śmierć koncert skrzypcowy). Komponowali dla niej także Krzysztof Penderecki (II Koncert skrzypcowy), Wolfgang Rihm (Gesungene Zeit) i Sofija Gubajdulina. Ponadto Lutosławski ofiarował skrzypaczce w 1989 w prezencie ślubnym kołysankę Lullaby for Ann-Sophie.
Otrzymała wiele nagród międzynarodowych. Jest laureatką kilku nagród Grammy w kategorii muzyki poważnej. W 2001 została laureatką prestiżowej duńskiej Nagrody Fundacji Muzycznej Léonie Sonning. W 2019 otrzymała Polar Music Prize.
30 marca 2022 roku została uhonorowana tytułem doktora honoris causa Akademii Muzycznej im. Krzysztofa Pendereckiego w Krakowie.
Posiada dwoje skrzypiec Stradivariego: Emiliani z 1703 i Lord Dunn-Raven z 1710.

## Wybrana dyskografia
- 1978 Mozart Violin Concertos Nos. 3 & 5 (Deutsche Grammophon)
- 1980 Beethoven Triple Concerto (Deutsche Grammophon)

Mendelssohn Violin Concerto/Bruch Violin Concerto No. 1 (Deutsche Grammophon)
- 1982 Brahms Violin Concerto (Deutsche Grammophon)

Mozart Violin Concertos Nos. 2 & 4 (EMI Classics)
- 1983 Brahms Double Concerto (Deutsche Grammophon)

Bach Violin Concertos/Concerto for Two Violins and Orchestra (EMI Classics)
Brahms Violin Sonatas (EMI Classics)
- 1984 Vivaldi The Four Seasons (EMI Classics)
- 1985 Lalo: Symphonie Espagnole/Sarasate: Zigeunerweisen (EMI Classics)
- 1988 Tchaikovsky Violin Concerto (Deutsche Grammophon)

Lutoslawski Partita & Chain 2/Stravinsky Violin Concerto (Deutsche Grammophon)
- 1989 Beethoven: The String Trios (Deutsche Grammophon)
- 1991 Bartok Violin Concerto No. 2/Moret En Reve (Deutsche Grammophon)

Mozart Violin Concerto No. 1, Sinfonia Concertante (EMI Classics)
- 1992 Berg Violin Concerto/Rihm Time Chant (Deutsche Grammophon)
- 1993 Carmen-Fantasie (Deutsche Grammophon)
- 1995 Romance (Deutsche Grammophon)

Sibelius Violin Concerto (Deutsche Grammophon)
- 1996 The Berlin Recital (Deutsche Grammophon)
- 1997 Brahms Violin Concerto/Schumann Fantasy for Violin and Orchestra (Deutsche Grammophon)

Penderecki Violin Concerto No. 2/Bartok Sonata for Violin and Piano No. 2 (Deutsche Grammophon)
- 1998 Beethoven The Violin Sonatas (Deutsche Grammophon)
- 1999 Vivaldi The Four Seasons (Deutsche Grammophon)
- 2000 Recital 2000 (Deutsche Grammophon)
- 2002 Lutoslawski Partita for Violin and Orchestra/Chain 2 (Deutsche Grammophon)

Beethoven Violin Concerto (Deutsche Grammophon)
- 2003 Tango Song and Dance (Deutsche Grammophon)

Previn Violin Concerto/Bernstein Serenade (Deutsche Grammophon)
- 2004 Tchaikovsky & Korngold Violin Concertos (Deutsche Grammophon)
- 2005 Dutilleux Sur le meme accord/Bartok Violin Concerto No. 2/Stravinsky Concerto en ré (Deutsche Grammophon)

Mozart The Violin Concertos (Deutsche Grammophon)
- 2006 Mozart Piano Trios K502, K542, K548 (Deutsche Grammophon)
- 2009 Felix Mendelssohn (Deutsche Grammophon)
- 2010 Brahms Violin Sonatas (Deutsche Grammophon)